# Don Daglow
Don Daglow (sinh khoảng năm 1953) là một nhà thiết kế, lập trình và sản xuất trò chơi điện tử và trò chơi máy tính người Mỹ. Ông nổi tiếng với vai trò là người tạo ra những tựa game ban đầu thuộc một số thể loại khác nhau, bao gồm tựa game mô phỏng tiên phong Utopia dành cho hệ máy chơi game tại gia Intellivision vào năm 1981, game nhập vai Dungeon vào năm 1975, game thể thao bao gồm tựa game bóng chày tương tác trên máy tính đầu tiên Baseball vào năm 1971, và trò MMORPG có đồ họa đầu tiên, Neverwinter Nights vào năm 1991. Ông chính là người đã gầy dựng hãng phát triển game lâu đời Stormfront Studios vào năm 1988.
Năm 2008, Daglow được vinh danh tại Giải thưởng Emmy về Công nghệ & Kỹ thuật hàng năm lần thứ 59 cho vai trò tiên phong của Neverwinter Nights trong quá trình phát triển MMORPG. Cùng với John Carmack của hãng id Software và Mike Morhaime của hãng Blizzard Entertainment, Daglow là một trong ba nhà phát triển trò chơi duy nhất nhận được giải thưởng tại cả Giải thưởng Emmy về Công nghệ & Kỹ thuật và Giải thưởng Thành tựu Tương tác của Viện Khoa học & Nghệ thuật Tương tác.
Năm 2003, ông là người được nhận Giải thưởng Thành tựu CGE vì "những thành tựu đột phá đã định hình nên Ngành Công nghiệp Trò chơi điện tử".